# Гржиб, Зденек
Зденек Гржиб (чеш. Zdeněk Hřib; род. 21 мая 1981, Славичин, район Злин) — чешский политик, с 2018 года по 2023 год был приматором Праги. С 9 ноября 2024 года председатель Чешской пиратской партии.
Окончил медицинский факультет Карлова университета (2006), стажировался как врач на Тайване. В 2008—2018 гг. работал в компании AQUASOFT (с 2016 г. Solitea Business Solutions), занимавшейся разработкой системы электронных рецептов, внедрённой в Чехии с 2011 года, а с 2018 года полностью заменившей традиционные рецепты, выписанные на бумаге. В январе 2018 года вошёл в состав совета директоров Всеобщей медицинской страховой компании Чешской республики.
С 2013 года был официально зарегистрирован как сторонник Чешской пиратской партии, с 2016 года выступал как советник партии по вопросам здравоохранения, в 2017 г. стал членом партии. На муниципальных выборах 5-6 октября 2018 года возглавил список кандидатов от Пиратской партии в муниципальное собрание Праги. Был избран в состав муниципальных советников, получив более 75000 голосов. По итогам коалиционного соглашения, подписанного 25 октября между Пиратской партией, движением «Прага себе» мэра Праги 7 Яна Чижинского и движением «Объединённые силы Праги» («ТОП 09» и «STAN»), Гржиб стал приматором (мэром) чешской столицы.
9 ноября 2024 года, был избран председателем Чешской пиратской партии.  

## Конфликт с послом КНР
В 2019 году в ежегодном приёме дипломатов в Праге произошёл инцидент с участием Гржиба Зденека и посла КНР. На этом мероприятии посол КНР потребовал вывести представителя Тайваня с приёма. Гржиб отказал ему, объяснив это тем, что на таких приёмах не выгоняют гостей, которых пригласили.
После произошедшего посольство КНР в Чехии предупредило власти республики об угрозе ухудшения отношений между двумя странами из-за позиции руководства мэрии Праги, которое ставит под сомнение принцип одного Китая.
Пражские власти считают нецелесообразным существование в договоре, который в 2016 году сроком на пять лет заключили между собой столицы Чехии и КНР, формулировки, отвергающей возможность признания независимости Тайваня.
Зденек Гржиб в обращении к журналистам заявил, что городские власти хотят "иметь аполитичные связи" с Пекином. При этом он сообщил, что не рассматривает как попытку обострить чешско-китайские отношения "исключение ненужной политической декларации из [действующего] договора". Гржиб также категорически отверг сделанное ранее заявление представителя МИД КНР, согласно которому попытка пражских властей пересмотреть действующий договор о партнерстве с Пекином наносит ущерб чешско-китайским отношениям.
Между тем руководители МИД Чехии заверили ранее представителей посольства КНР, что на государственном уровне Прагой полностью соблюдается принцип одного Китая, а также что формирование внешней политики республики происходит на его основе.

## Конфликты с российским руководством

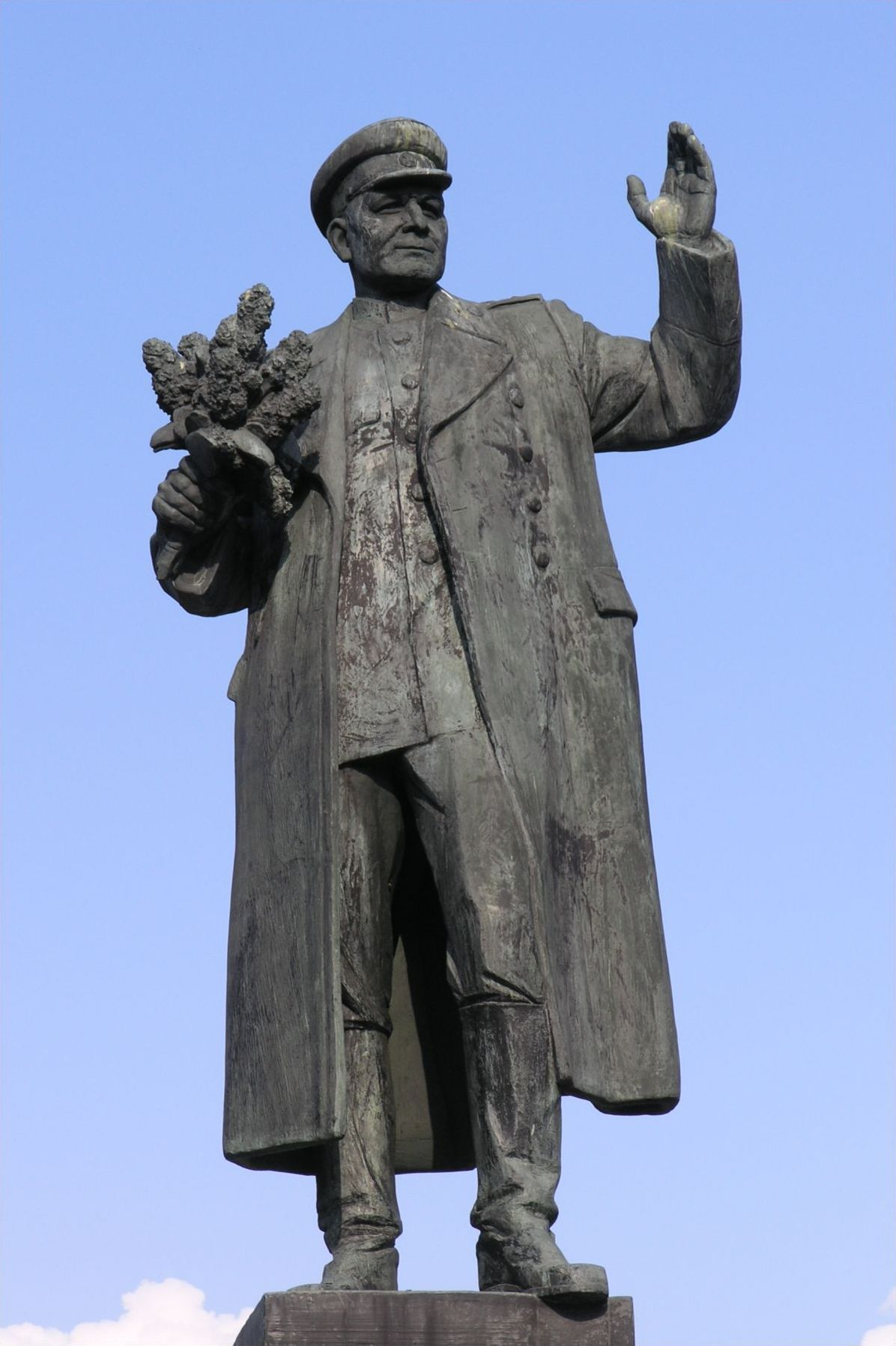
Памятник Коневу на площади Интербригад в Праге. (установлен в 1980 году, демонтирован в 2020)

Некоторые действия Гржиба на посту мэра Праги, вызвали неприятие и протесты со стороны российских официальных лиц:
- Переименование площади у российского посольства в Праге в память Бориса Немцова[a]. Переименование состоялось в феврале 2020 года[5].
- 3 апреля 2020 по указанию старосты администрации района Прага 6 Ондржея Коларжа был демонтирован памятник маршалу Коневу на площади Интербригад (на илл.)[6]. Мэрия Праги связывает демонтаж памятника с ведущей ролью Конева в подавлении венгерского восстания (1956) и «Пражской весны» (1968)[4]. Демонтаж памятника Коневу, а также планы по установке памятника бойцам РОА в пражском пригороде Ржепорие вызвал гневную реакцию российских официальных лиц[7].

Подозрения о покушении
В апреле 2020 года Гржиб получил персональную охрану полиции в связи с опасениями покушения на его жизнь. По агентурным данным чешской стороны в Прагу прибыл агент неназванной российской спецслужбы с заданием убить Гржиба с помощью инъекции рицина.

### Комментарии
1. ↑  Один из лидеров российской оппозиции. В 2015 году застрелен недалеко от Кремля. Вскоре после переименования Посольство РФ поменяло почтовый адрес на близлежащую улицу Korunovacni Street. Имя Немцова получили также площади перед посольствами РФ в Вашингтоне (США) и Вильнюсе (Литва)[4]
2. ↑  В 1978 году рицин был использован КГБ Болгарии для убийства диссидента Георгия Маркова.  Устройство для введения рицина было изготовлено КГБ СССР
3. ↑  Круглосуточную охрану полиции получили также старосты двух районов Праги — Ондрей Колар (Прага-6) и Павел Новотны (Жепорье)[9]

### Сноски
1. ↑  Мэром Праги станет «пират» Зденек Гржиб // Радио Прага, 26.10.2018.
2. ↑  Piráty povede Hřib. Дата обращения: 9 ноября 2024. Архивировано 9 ноября 2024 года.
3. ↑  Посольство КНР: позиция мэрии Праги по Тайваню грозит ухудшением отношений Китая и Чехии. ТАСС. Дата обращения: 3 марта 2020. Архивировано 3 марта 2020 года.
4. 1 2 3  Police protecting Prague mayor after 'Russian murder plot' Архивная копия от 29 апреля 2020 на Wayback Machine, bbc, 29.04.2020
5. ↑  BBC News - Русская служба. Мэр Праги о площади Немцова, марихуане, отстреле туристов и конфликте с Китаем. bbc.com/russian (28 февраля 2020). Дата обращения: 3 марта 2020. Архивировано 22 марта 2020 года.
6. ↑  Снос памятника Коневу: Восточная Европа больше не может обидеть Россию. Дата обращения: 29 апреля 2020. Архивировано 28 апреля 2020 года.
7. ↑  Лорета Вашкова, Эва Туречкова. Памятник бойцам РОА в Праге: шквал эмоций. Радио Прага (26 ноября 2019). Дата обращения: 12 декабря 2019. Архивировано 27 января 2022 года.
8. ↑  Политик в Праге заявил, что его охраняют от российского убийцы Архивная копия от 30 апреля 2020 на Wayback Machine, BBC, 30.04.2020
9. ↑  Mystery 'poison plot' sends Czech mayors into hiding Архивная копия от 7 мая 2020 на Wayback Machine, BBC, 03.05.2020